# Äbeni Flue
De Äbeni Flue, ook Ebnefluh, is een drieduizender met een hoogte van 3.961 m in de Zwitserse Berner Alpen op de grens van de kantons Bern en Wallis.
Op de top van de Äbeni Flue ligt firn. De steile noordwand grenzend aan het Lauterbrunnental heeft een hoogte van 2.500 m. De zuidelijke hellingen zijn vergletsjerd en leiden relatief vlak naar de Grote Aletschfirn. In het oosten leidt een bergkam naar de 3983 m hoge Gletscherhorn, vanwaar een bergkam verder naar de noordelijke Jungfrau leidt. In het zuidwesten leidt een bergkam naar de Mittaghorn, Grosshorn en Breithorn. In het zuiden boven de Grote Aletschfirn rijst de Aletschhorn met zijn imposante noordwand op.

## Routes naar de top
De normale route voert over de zuidwestelijke flank en de zuidoostelijke bergkam naar de top. De startpunten zijn de Hollandiahütte of de Konkordiahütte.
De noordwand van de Äbeni Flue is een klassieke ijsmuur die relatief vaak wordt gebruikt. De beklimming heeft een hoogte van ongeveer 900 meter en een steilheid van 50 tot 55° en wordt als relatief veilig beschouwd. Het startpunt is de Rottalhütte op 2755 m boven zeeniveau.
Op 27 augustus 1868 werd de berg een eerste maal beklommen door Thomas Lioyd Murray Browne met Peter Bohren en Peter Schlege als berggidsen.

## Werelderfgoed
De Äbeni Flue is in december 2001 opgenomen op de UNESCO werelderfgoedlijst als onderdeel van de natuurerfgoed inschrijving Zwitserse Alpen Jungfrau-Aletsch erkend tijdens de 25e sessie van de Commissie voor het Werelderfgoed in Helsinki. De site wordt erkend als toonbeeld van de vorming van de Hoge Alpen, met de meeste gletsjers en de grootste gletsjer in Eurazië. Het Alpengebied beschikt over een grote diversiteit aan ecosystemen, met inbegrip van successiestadia (voornamelijk door de terugtrekking van gletsjers als gevolg van de klimaatverandering). De plek is van universele waarde, vanwege zowel haar schoonheid als de schat aan informatie over de vorming van bergen en gletsjers, maar ook vanwege klimaatveranderingen en ecologische en biologische processen.